# Coryanthes selbyana
Coryanthes selbyana är en orkidéart som beskrevs av Fredy Archila. Coryanthes selbyana ingår i släktet Coryanthes, och familjen orkidéer.
Artens utbredningsområde är Guatemala. Inga underarter finns listade i Catalogue of Life.